# Araeotanypus striatus
Araeotanypus striatus är en skalbaggsart som beskrevs av Schmidt 1912. Araeotanypus striatus ingår i släktet Araeotanypus och familjen Hybosoridae. Inga underarter finns listade.